# Bermius brachycerus
Bermius brachycerus är en insektsart som beskrevs av Carl Stål 1878. Bermius brachycerus ingår i släktet Bermius och familjen gräshoppor.

## Underarter
Arten delas in i följande underarter:
- B. b. magistralis
- B. b. brachycerus
- B. b. planicola